# Moncef Dhouib
Moncef Dhouib (arabe : المنصف ذويب), né en 1952 à Sfax, est un acteur, scénariste, réalisateur et producteur tunisien. Il travaille aussi bien au cinéma et au théâtre.

## Biographie
Il fait ses études à l’université de Paris 3.
Il a organisé des spectacles de marionnettes géantes.
En 2014, il écrit un livre intitulé Le roi et les trois buffles.

## Filmographie
Moncef Dhouib joue le rôle d'un servant dans Misunderstood de Jerry Schatzberg en 1984.
Membre du mouvement tunisien des cinéastes amateurs, il réalise une série de courts métrages : Hammam d'hab en 1986, Hadhra (transe) en 1989, qui obtient le prix du meilleur court métrage au FESPACO 1991, puis Tourba en 1995, un film qui contient des scènes érotiques osées ; celui-ci obtient le Prix du meilleur court métrage lors du septième Festival du cinéma d'Afrique, d'Asie et d'Amérique latine de Milan. Il réalise également des longs métrages comme Le Sultan de la médina en 1992 et écrit le scénario des Siestes grenadine de Mahmoud Ben Mahmoud en 1999, puis produit La télé arrive en 2006 produit par Manara Productions.
Il écrit par ailleurs trois one-man-shows qui connaissent le succès : Makki et Zakia et Fak Issardouk Inraychou interprétés par Lamine Nahdi (chacun à l'affiche pendant plus de six ans), Madame Kenza interprété par Wajiha Jendoubi et Mansia Fi El Intikhabet Ri2assia interprétée par Naïma El Jeni.
Il réalise également une série télévisée, Ya Msaharni, avec Mohamed Kouka et Chawki Bouglia dans les principaux rôles.
Il obtient le prix du meilleur court métrage durant la septième édition du Festival du cinéma d'Afrique, d'Asie et d'Amérique latine de Milan en Italie.